# La Esperanza, Cosoleacaque
La Esperanza är en ort i Mexiko.   Den ligger i kommunen Cosoleacaque och delstaten Veracruz, i den sydöstra delen av landet, 500 km öster om huvudstaden Mexico City. La Esperanza ligger 33 meter över havet och antalet invånare är 732.
Terrängen runt La Esperanza är platt. Runt La Esperanza är det tätbefolkat, med 343 invånare per kvadratkilometer. Närmaste större samhälle är Minatitlán, 6,1 km sydost om La Esperanza. Omgivningarna runt La Esperanza är en mosaik av jordbruksmark och naturlig växtlighet.